# Пивкинский сельсовет
Пивкинский сельсовет — упразднённые административно-территориальная единица и муниципальное образование (сельское поселение) в Щучанском районе Курганской области Российской Федерации.
Административный центр — село Пивкино.
9 января 2022 года сельсовет был упразднён в связи с преобразованием муниципального района в муниципальный округ.

## История
Статус и границы установлены Законом Курганской области от 3 декабря 2004 года № 894 «Об установлении границ муниципального образования Пивкинского сельсовета, входящего в состав муниципального образования Щучанского района».
... Деревня сия стоит у изобилующаго карасями озерка Караганкула, или как в окрестностях живущие русские мужики называют Пивкина, от которого и деревня сия такое наименование имеет..."Путешествие по разным местам Российского Государства".П.С.Паллас.(Часть вторая.Книга вторая.1770 год.)

## Население
| 2002 | 2004 | 2010 | 2012 | 2013 | 2014 | 2015 |
| ---- | ---- | ---- | ---- | ---- | ---- | ---- |
| 880  | ↗920 | ↘802 | ↘783 | ↘763 | ↘724 | ↘700 |
| 2016 | 2017 | 2018 | 2019 | 2020 |      |      |
| ↘686 | ↘676 | ↘666 | ↘652 | ↘641 |      |      |

## Состав сельского поселения
| № | Населённый пункт | Тип населённого пункта       | Население |
| - | ---------------- | ---------------------------- | --------- |
| 1 | Куликово         | деревня                      | ↘126      |
| 2 | Петрушино        | село                         | ↘187      |
| 3 | Пивкино          | село, административный центр | ↘489      |